# Jekaterina Wadimowna Ulanowa
Jekaterina Wadimowna Ulanowa (russisch Екатери́на Вади́мовна Ула́нова, englische Transkription: Yekaterina Vadimovna Ulanova; * 5. August 1986 in Iwanowo als Jekaterina Wadimowna Kabeschowa) ist eine russische Volleyballspielerin.

## Karriere
Ulanowa begann ihre Karriere in einer Sportschule ihrer Heimatstadt. 2001 ging sie zu Olympia Schuja. Mit den russischen Junioren nahm sie an mehreren Turnieren teil und wurde 2004 EM-Dritter. Im gleichen Jahr wechselte sie zu VK Dynamo Moskau. Dort wurde sie in der ersten Saison russischer Vizemeister. Die Libera debütierte in der A-Nationalmannschaft, mit der sie den dritten Platz bei der Europameisterschaft belegte. 2006 gewann Dynamo den Titel in der Liga und kam ins Finale des Top Teams Cup. Anschließend wechselte sie zum Lokalrivalen VK ZSKA Moskau, der 2007 Vizemeister wurde und ebenfalls das Endspiel im Top Teams Cup erreichte. Mit der Nationalmannschaft wiederholte Ulanowa den dritten Rang bei der Europameisterschaft. Danach ging sie zu Leningradka Sankt Petersburg. Mit dem Verein wurde sie 2009 Dritter im Challenge Cup. Die Nationalmannschaft gelangte im gleichen Jahr ins Finale des Grand Prix. In der Saison 2009/10 spielte Ulanowa bei VK Dynamo Krasnodar und gewann den russischen Pokal. In Japan wurde sie 2010 mit Russland durch einen Finalsieg gegen Brasilien Weltmeisterin. Seit 2010 spielt sie für VK Dynamo Kasan. Mit dem Verein wurde sie 2011 und 2012 russischer Meister. In London nahm Ulanowa an den Olympischen Spielen 2012 teil und kam nach dem Viertelfinal-Aus mit Russland auf den fünften Rang.